# Mezinárodní mistrovství České republiky v rallye 2006
Mezinárodní mistrovství České republiky v rallye 2006 (MMČR 2006) je název rallye šampionátu, který se pořádal na českém území v roce 2006. Šampionát obsahoval 8 dvoudeních soutěží. Mistrem republiky se stala posádka Václav Pech a Petr Uhel na voze Mitsubishi Lancer EVO IX.

## Soutěže

### Jänner rallye 2006
1. Raimund Baumschlager, Bernhard Ettel - Mitsubishi Lancer EVO VIII
2. Achim Mörtl, Sigi Schwarz - Subaru Impreza STI
3. Hermann Gassner, Karin Thannhäuser - Mitsubishi Lancer EVO VII
4. Štěpán Vojtěch, Michal Ernst - Peugeot 206 WRC
5. Vojtěch Štajf, Jiří Černoch - Subaru Impreza STI
6. Miroslav Cais, Pavel Ondrejčík - Mitsubishi Lancer EVO VII
7. Toto Wolff, Gerald Pöschl - Mitsubishi Lancer EVO VIII
8. Ernst Haneder, Daniela Ertl-Weissengruber - Mitsubishi Lancer EVO VIII
9. Jani Paasonen, Jani Vainikka - Škoda Octavia 4x4
10. Franz Sonneleitner, Mario Fahrnberger - Mitsubishi Lancer EVO III

### Rallye Šumava 2006
1. Raimund Baumschlager, Bernhard Ettel - Mitsubishi Lancer EVO VIII
2. Achim Mörtl, Sigi Schwarz - Subaru Impreza STI
3. Karel Trojan, Petr Řihák - Mitsubishi Lancer EVO VII
4. Hermann Gassner, Karin Thannhäuser - Mitsubishi Lancer EVO VII
5. Miroslav Jandík, Radim Chrástecký - Mitsubishi Lancer EVO VII
6. Václav Pech mladší, Petr Uhel - Mitsubishi Lancer EVO VIII
7. Miroslav Cais, Pavel Ondrejčík - Mitsubishi Lancer EVO VII
8. Franz Wittmann, Klaus Wicha - Mitsubishi Lancer EVO VII
9. Vojtěch Štajf, Jiří Černoch - Subaru Impreza STI
10. Václav Arazim, Julius Gál - Mitsubishi Lancer EVO VII

### Rallye Matador Tatry 2006
1. Václav Pech mladší, Petr Uhel - Mitsubishi Lancer EVO VIII
2. Josef Béreš jr., Petr Starý - Suzuki Ignis S1600
3. Krum Donchev, Stoiko Valchev - Subaru Impreza STI
4. Vojtěch Štajf, Jiří Černoch - Subaru Impreza STI
5. Miroslav Jandík, Radim Chrástecký - Mitsubishi Lancer EVO VII
6. Andriy Alexandrov, Oleksiy Tamrazov - Subaru Impreza STI
7. Grzegorz Grzyb, Robert Hundla - Mitsubishi Lancer EVO VIII
8. Vladimír Barvík, Josef Bartončík - Mitsubishi Lancer EVO VI
9. Josef Peták, Alena Benešová - Renault Clio S1600
10. Antonín Tlusťák, Vlastimil Dědic - Citroën Saxo Kit Car

### Rallye Český Krumlov 2006
1. Štěpán Vojtěch, Štěpán Palivec - Peugeot 206 WRC
2. Václav Pech mladší, Petr Uhel - Mitsubishi Lancer EVO IX
3. Achim Mörtl, Sigi Schwarz - Subaru Impreza STI
4. Karel Trojan, Petr Řihák - Mitsubishi Lancer EVO VII
5. Miroslav Jandík, Radim Chrástecký - Mitsubishi Lancer EVO VII
6. Václav Arazim, Julius Gál - Mitsubishi Lancer EVO VII
7. Josef Peták, Alena Benešová - Renault Clio S1600
8. Jan Votava, František Synáč - Mitsubishi Lancer EVO VIII
9. Emil Triner, Marek Omelka - Škoda Fabia Kit Car
10. Antonín Tlusťák, Vlastimil Dědic - Citroën Saxo Kit Car

### Rallye Bohemia 2006
1. Václav Pech mladší, Petr Uhel - Mitsubishi Lancer EVO IX
2. Vladimír Barvík, Petra Mynářová - Mitsubishi Lancer EVO IX
3. Martin Prokop, Jan Tománek - Citroën C2 S1600
4. Václav Arazim, Julius Gál - Mitsubishi Lancer EVO IX
5. Vojtěch Štajf, Jiří Černoch - Subaru Impreza STI
6. Karel Trojan, Petr Řihák - Mitsubishi Lancer EVO VII
7. Aaron Burkart, Tanja Geilhausen - Citroën C2 S1600
8. Daniel Landa, Petr ŘNovák - Mitsubishi Lancer EVO VII
9. Josef Peták, Alena Benešová - Renault Clio S1600
10. Milan Liška, Pavel Kestler - Mitsubishi Lancer EVO VIII

### Barum rallye 2006
1. Roman Kresta, Petr Gross - Mitsubishi Lancer EVO IX
2. Václav Pech mladší, Petr Uhel - Mitsubishi Lancer EVO IX
3. Bryan Bouffier, Xavier Panseri - Peugeot 206 S1600
4. Miroslav Jandík, Radim Chrástecký - Mitsubishi Lancer EVO VII
5. Martin Prokop, Jan Tománek - Citroën C2 S1600
6. Michal Bebenek, Grzegorz Bebenek - Mitsubishi Lancer EVO IX
7. Georgi Tanev, Petar Sivov - Subaru Impreza STI
8. Bryan García Ojeda, Jordi Barrabes Costa - Peugeot 206 S1600
9. Karel Trojan, Petr Řihák - Mitsubishi Lancer EVO VII
10. Jiří Volf, Petr Novák - Mitsubishi Lancer EVO VIII

### Horácká rallye2006
1. Václav Pech mladší, Petr Uhel - Mitsubishi Lancer EVO IX
2. Václav Arazim, Julius Gál - Mitsubishi Lancer EVO IX
3. Karel Trojan, Petr Řihák - Mitsubishi Lancer EVO VII
4. Vojtěch Štajf, Jiří Černoch - Subaru Impreza STI
5. Jan Votava, František Synáč - Mitsubishi Lancer EVO VIII
6. Josef Peták, Alena Benešová - Renault Clio S1600
7. Jaromír Tarabus, Daniel Trunkát - Suzuki Ignis S1600
8. Miroslav Jandík, Radim Chrástecký - Mitsubishi Lancer EVO VII
9. Miroslav Cais, Pavel Ondrejčík - Mitsubishi Lancer EVO IX
10. Pavel Červenka, Jiří Volf - Mitsubishi Lancer EVO VIII

### Rallye Příbram 2006
1. Václav Pech mladší, Petr Uhel - Mitsubishi Lancer EVO IX
2. Václav Arazim, Julius Gál - Mitsubishi Lancer EVO IX
3. Vojtěch Štajf, Jiří Černoch - Subaru Impreza STI
4. Miroslav Jandík, Radim Chrástecký - Mitsubishi Lancer EVO VII
5. Jan Votava, František Synáč - Mitsubishi Lancer EVO VIII
6. Emil Triner, Marek Omelka - Fiat Punto S1600
7. Antonín Tlusťák, Vlastimil Dědic - Citroën Saxo Kit Car
8. Jaroslav Orsák, Roman Pešek - Mitsubishi Lancer EVO VII
9. Marcel Tuček, Václav TesařRoman Pešek - Mitsubishi Lancer EVO VI
10. Vladimír Barvík, Petra Mynářová - Mitsubishi Lancer EVO VI

## Celkové pořadí
1. Václav Pech mladší, Petr Uhel - Mitsubishi Lancer EVO IX
2. Vojtěch Štajf, Jiří Černoch - Subaru Impreza STI
3. Karel Trojan, Petr Řihák - Mitsubishi Lancer EVO VII
4. Achim Mörtl, Sigi Schwarz - Subaru Impreza STI
5. Václav Arazim, Julius Gál - Mitsubishi Lancer EVO IX
6. Miroslav Jandík, Radim Chrástecký - Mitsubishi Lancer EVO VII
7. Hermann Gassner, Karin Thannhäuser - Mitsubishi Lancer EVO VII
8. Vladimír Barvík, Petra Mynářová - Mitsubishi Lancer EVO VI
9. Jan Votava, František Synáč - Mitsubishi Lancer EVO VIII
10. Josef Peták, Alena Benešová - Renault Clio S1600